# Pamphilius nemorum
Pamphilius nemorum is een vliesvleugelig insect uit de familie van de spinselbladwespen (Pamphiliidae). De wetenschappelijke naam van de soort is voor het eerst geldig gepubliceerd in 1788 door Gmelin.